# Яланський Валентин Антонович
Валентин Антонович Яланський (7 листопада 1928, станція Блакитна — 2 січня 2002, Запоріжжя) — голова виконкому Запорізької міської ради у 1974—1987 роках, почесний громадянин Запоріжжя. Депутат Верховної Ради УРСР 9—11-го скликань.

## Біографія
Народився 7 листопада 1928 року на станції Блакитній (нині Херсонська область) в родині залізничника.
З листопада 1943 року працював слюсарем, у травні 1945 — березні 1947 року — розцінником пункту технічного огляду вагоноремонтного пункту на станції «Запоріжжя-Ліве».
З червня 1947 по грудень 1966 року працював на Запорізькому металургійному заводі «Запоріжсталь»:
- у червні 1947 — квітні 1952 року — комірником обладнання відділу капітального будівництва;
- у квітні 1952 — березні 1953 року — бригадиром агломераційного цеху;
- у березні 1953 — жовтні 1958 року — начальником зміни копрового цеху;
- у жовтні 1958 — травні 1960 року — майстром копрового цеху;
- у травні 1960 — серпні 1961 року — начальником дільниці грануляції шлаків;
- у серпні 1961 — вересні 1963 року — заступником секретаря партійного комітету;
- у вересні 1963 — грудні 1966 року — заступником директора із загальних питань.

Член КПРС з 1953 року.
У 1961 році закінчив металургійний факультет Всесоюзного заочного політехнічного інституту за спеціальністю інженер-металург.
15 грудня 1966 — 7 лютого 1974 року — 1-й заступник голови виконкому, а 7 лютого 1974 — 14 травня 1987 року — голова виконавчого комітету Запорізької міської ради народних депутатів. Працюючи на посаді доклав немало зусиль до розвитку промислового комплексу та соціальної сфери міста. У період його керівництва містом реконструйовано Дніпрогес, високими темпами почало розвиватись житлове будівництво. У Запоріжжі з'явились нові житлові масиви: Хортицький, Бородинський, Осипенківський, Південний. Споруджується кілька культурно-мистецьких комплексів: цирк, Палац піонерів, Палац спорту «Юність», обласна універсальна наукова бібліотека імені О. М. Горького, дитячий інтернат на Великому Лузі, готель «Україна», меморіал «Скорботна мати», 9-та та 5-та міські лікарні, універмаг «Правобережний».
Обирався депутатом Верховної Ради УРСР 9-го, 10-го і 11-го скликань (1975–1990 роки). Як народний обранець він зробив великий внесок у розвиток дружніх відносин з містами Лахті (Фінляндія), Лінц (Австрія), Бірмінгем (Велика Британія), Оберхаузен (ФРН), Бельфор (Франція).
З 1987 року на пенсії, був радником начальника обласного управління житлово-комунального господарства. Помер 2 січня 2002 року.

## Нагороди, звання
Нагороджений двома орденами Трудового Червоного Прапора (1971, 1976), орденом Дружби народів (1981), орденом «Знак Пошани» (1966), Почесною Грамотою Президії Верховної Ради Української РСР, п'ятьма медалями, зокрема медаллю «За доблесну працю у Великій Вітчизняній війні 1941–1945 років». Мав відзнаку Президента України — орден «За заслуги» ІІІ ступеня (1998).
Почесний громадянин міста Запоріжжя. Звання присвоєно рішенням Запорізької міської ради № 10 від 18 листопада 1998 року.

## Пам'ять

Пам'ятник

7 листопада 2005 року, в день народження Валентина Яланського, в Вознесенівському районі Запоріжжя був відкритий пам'ятник «Голові Запорізького міськвиконкому 1974–1987 рр. Яланському В. А.»
У місті Запоріжжя є алея Яланського В.А.